# Clairol Crown 1979 - Singolare
Il singolare del torneo di tennis Clairol Crown 1979, facente parte dei Tornei di tennis femminili indipendenti nel 1979, ha avuto come vincitrice Chris Evert che ha battuto in finale Dianne Fromholtz con il punteggio di 3–6, 6–3, 6–1.

## Tabellone

### Legenda
| - Q = Qualificato - WC = Wild card - LL = Lucky loser | - ALT = Alternate - SE = Special Exempt - PR = Protected Ranking | - w/o = Walkover - r = Ritirato - d = Squalificato |

|  | Primo turno         | Primo turno         | Primo turno         | Primo turno | Primo turno |  |  | Finale           | Finale           | Finale       | Finale | Finale |  |
|  |                     |                     |                     |             |             |  |  |                  |                  |              |        |        |  |
|  | Dianne Fromholtz    | Dianne Fromholtz    | Dianne Fromholtz    | 7           | 6           |  |  |                  |                  |              |        |        |  |
|  | Martina Navrátilová | Martina Navrátilová | Martina Navrátilová | 5           | 1           |  |  | Dianne Fromholtz | Dianne Fromholtz | 6            | 3      | 1      |  |
|  | Chris Evert         | Chris Evert         | Chris Evert         | 6           | 7           |  |  | Chris Evert      | Chris Evert      | 3            | 6      | 6      |  |
|  | Tracy Austin        | Tracy Austin        | Tracy Austin        | 1           | 5           |  |  |                  |                  |              |        |        |  |
|  |                     |                     |                     |             |             |  |  |                  |                  |              |        |        |  |
|  |                     |                     |                     |             |             |  |  | Finale 3º posto  |                  |              |        |        |  |
|  |                     |                     |                     |             |             |  |  |                  |                  |              |        |        |  |
|  |                     |                     |                     |             |             |  |  | Tracy Austin     | Tracy Austin     | Tracy Austin | 6      | 2      |  |
|  |                     |                     |                     |             |             |  |  | Kerry Reid       | Kerry Reid       | Kerry Reid   | 6      | 6      |  |